# Alpiner Skiweltcup 1967
Die Saison 1967 des damals noch nicht von der FIS veranstalteten Alpinen Skiweltcups (die erste überhaupt) begann am 5. Januar 1967 in Oberstaufen bzw. Berchtesgaden und endete am 27. März 1967 in Jackson Hole. Bei den Männern wurden 17 Rennen ausgetragen (5 Abfahrten, 5 Riesenslaloms, 7 Slaloms). Bei den Frauen waren es ebenfalls 17 Rennen (4 Abfahrten, 6 Riesenslaloms, 7 Slaloms).
Es zählten sowohl für den Gesamtweltcup als auch für den jeweiligen Disziplinen-Weltcup die drei besten Resultate. Auch in den Nationencup flossen nur die jeweils drei besten Resultate jeder Läuferin/jedes Läufers ein.
Diese Saison war ein Zwischenjahr ohne Weltmeisterschaften oder Olympische Spiele.

## Weltcupwertungen

### Gesamt
| Rang | Name                 | Punkte |
| ---- | -------------------- | ------ |
| 01.  | Jean-Claude Killy    | 225    |
| 02.  | Heinrich Messner     | 114    |
| 03.  | Guy Périllat         | 108    |
| 04.  | Léo Lacroix          | 93     |
| 05.  | Georges Mauduit      | 82     |
| 06.  | Jimmy Heuga          | 70     |
| 07.  | Karl Schranz         | 62     |
| 08.  | Herbert Huber        | 58     |
| 09.  | Werner Bleiner       | 48     |
| 10.  | Dumeng Giovanoli     | 46     |
| 10.  | Louis Jauffret       | 46     |
| 10.  | Jules Melquiond      | 46     |
| 13.  | Gerhard Nenning      | 44     |
| 14.  | Franz Vogler         | 36     |
| 15.  | Scott Henderson      | 32     |
| 16.  | Bernard Orcel        | 30     |
| 17.  | Egon Zimmermann      | 23     |
| 18.  | Jean-Daniel Dätwyler | 22     |
| 18.  | Ivo Mahlknecht       | 22     |
| 20.  | Willy Favre          | 20     |
| 20.  | Bengt-Erik Grahn     | 20     |
| 22.  | Carlo Senoner        | 16     |
| 23.  | Jim Barrows          | 15     |

| Rang | Name                | Punkte |
| ---- | ------------------- | ------ |
| 24.  | Josef Minsch        | 12     |
| 25.  | Stefan Kälin        | 11     |
| 26.  | Rod Hebron          | 10     |
| 27.  | Alain Penz          | 08     |
| 27.  | Olle Rolén          | 08     |
| 27.  | Roger Rossat-Mignod | 08     |
| 27.  | Robert Swan         | 08     |
| 27.  | Jakob Tischhauser   | 08     |
| 32.  | Vladimir Sabich     | 06     |
| 33.  | Rudolf Sailer       | 04     |
| 34.  | John Clough         | 03     |
| 34.  | Rune Lindström      | 03     |
| 34.  | Gerhard Mussner     | 03     |
| 34.  | Stefan Sodat        | 03     |
| 34.  | Andreas Sprecher    | 03     |
| 39.  | Edmund Bruggmann    | 02     |
| 39.  | Willi Lesch         | 02     |
| 39.  | Dennis McCoy        | 02     |
| 42.  | Rick Chaffee        | 01     |
| 42.  | Henri Duvillard     | 01     |
| 42.  | Lars Olsson         | 01     |
| 42.  | Bruno Piazzalunga   | 01     |

| Rang | Name               | Punkte |
| ---- | ------------------ | ------ |
| 01.  | Nancy Greene       | 176    |
| 02.  | Marielle Goitschel | 172    |
| 03.  | Annie Famose       | 158    |
| 04.  | Isabelle Mir       | 115    |
| 05.  | Florence Steurer   | 114    |
| 06.  | Erika Schinegger   | 110    |
| 07.  | Burgl Färbinger    | 65     |
| 07.  | Traudl Hecher      | 65     |
| 09.  | Giustina Demetz    | 64     |
| 10.  | Christine Béranger | 48     |
| 11.  | Fernande Bochatay  | 39     |
| 12.  | Ingeborg Jochum    | 30     |
| 13.  | Penny McCoy        | 25     |
| 14.  | Gina Hathorn       | 23     |
| 15.  | Annerösli Zryd     | 22     |
| 16.  | Suzy Chaffee       | 21     |
| 16.  | Edith Zimmermann   | 21     |
| 18.  | Gertrud Gabl       | 20     |

| Rang | Name                      | Punkte |
| ---- | ------------------------- | ------ |
| 19.  | Ruth Hildebrand           | 15     |
| 19.  | Olga Pall                 | 15     |
| 21.  | Glorianda Cipolla         | 14     |
| 22.  | Madeleine Wuilloud        | 12     |
| 23.  | Rosie Fortna              | 11     |
| 23.  | Christl Haas              | 11     |
| 25.  | Ruth Adolf                | 08     |
| 25.  | Garrie Matheson           | 08     |
| 27.  | Kiki Cutter               | 06     |
| 27.  | Margret Hafen             | 06     |
| 27.  | Lee Hall                  | 06     |
| 27.  | Rosi Mittermaier          | 06     |
| 31.  | Marie-France Jean-Georges | 03     |
| 31.  | Vikki Jones               | 03     |
| 31.  | Robin Morning             | 03     |
| 31.  | Bernadette Rauter         | 03     |
| 35.  | Karen Korfanta            | 02     |
| 35.  | Lotte Nogler              | 02     |
| 37.  | Jacqueline Rouvier        | 01     |

### Abfahrt
| Rang | Athlet               | Punkte |
| ---- | -------------------- | ------ |
| 1    | Jean-Claude Killy    | 75     |
| 2    | Guy Périllat         | 37     |
| 3    | Franz Vogler         | 36     |
| 4    | Gerhard Nenning      | 33     |
| 5    | Heinrich Messner     | 31     |
| 6    | Bernard Orcel        | 28     |
| 7    | Léo Lacroix          | 24     |
| 8    | Jean-Daniel Dätwyler | 22     |
| 9    | Egon Zimmermann      | 19     |
| 10   | Ivo Mahlknecht       | 16     |

| Rang | Athletin           | Punkte |
| ---- | ------------------ | ------ |
| 1    | Marielle Goitschel | 56     |
| 2    | Isabelle Mir       | 47     |
| 3    | Giustina Demetz    | 42     |
| 4    | Erika Schinegger   | 40     |
| 5    | Annie Famose       | 38     |
| 6    | Nancy Greene       | 36     |
| 7    | Florence Steurer   | 34     |
| 8    | Annerösli Zryd     | 22     |
| 9    | Traudl Hecher      | 13     |
| 10   | Suzy Chaffee       | 12     |

### Riesenslalom
| Rang | Athlet            | Punkte |
| ---- | ----------------- | ------ |
| 1    | Jean-Claude Killy | 75     |
| 2    | Georges Mauduit   | 60     |
| 3    | Jimmy Heuga       | 42     |
| 4    | Léo Lacroix       | 39     |
| 5    | Heinrich Messner  | 32     |
| 6    | Werner Bleiner    | 27     |
| 7    | Dumeng Giovanoli  | 23     |
| 8    | Karl Schranz      | 21     |
| 9    | Willy Favre       | 20     |
| 10   | Scott Henderson   | 16     |

| Rang | Athletin           | Punkte |
| ---- | ------------------ | ------ |
| 1    | Nancy Greene       | 75     |
| 2    | Erika Schinegger   | 65     |
| 3    | Annie Famose       | 50     |
| 4    | Marielle Goitschel | 46     |
| 5    | Florence Steurer   | 39     |
| 6    | Christine Béranger | 37     |
| 7    | Burgl Färbinger    | 22     |
| 7    | Ingeborg Jochum    | 22     |
| 7    | Isabelle Mir       | 22     |
| 10   | Traudl Hecher      | 20     |

### Slalom
| Rang | Athlet            | Punkte |
| ---- | ----------------- | ------ |
| 1    | Jean-Claude Killy | 75     |
| 2    | Guy Périllat      | 58     |
| 3    | Heinrich Messner  | 51     |
| 4    | Louis Jauffret    | 46     |
| 4    | Jules Melquiond   | 46     |
| 6    | Herbert Huber     | 44     |
| 7    | Karl Schranz      | 32     |
| 8    | Léo Lacroix       | 30     |
| 9    | Jimmy Heuga       | 28     |
| 10   | Dumeng Giovanoli  | 23     |

| Rang | Athletin           | Punkte |
| ---- | ------------------ | ------ |
| 1    | Annie Famose       | 70     |
| 1    | Marielle Goitschel | 70     |
| 3    | Nancy Greene       | 65     |
| 4    | Isabelle Mir       | 46     |
| 5    | Florence Steurer   | 41     |
| 6    | Burgl Färbinger    | 38     |
| 7    | Traudl Hecher      | 32     |
| 8    | Gina Hathorn       | 23     |
| 9    | Penny McCoy        | 22     |
| 10   | Fernande Bochatay  | 20     |

## Podestplatzierungen Herren

### Abfahrt
| Datum      | Ort             | 1. Platz          | 2. Platz        | 3. Platz             |
| ---------- | --------------- | ----------------- | --------------- | -------------------- |
| 14.01.1967 | Wengen (SUI)    | Jean-Claude Killy | Léo Lacroix     | Jean-Daniel Dätwyler |
| 21.01.1967 | Kitzbühel (AUT) | Jean-Claude Killy | Franz Vogler    | Heinrich Messner     |
| 27.01.1967 | Megève (FRA)    | Jean-Claude Killy | Hans Peter Rohr | Franz Vogler         |
| 03.03.1967 | Sestriere (ITA) | Jean-Claude Killy | Bernard Orcel   | Guy Périllat         |
| 10.03.1967 | Franconia (USA) | Jean-Claude Killy | Guy Périllat    | Jim Barrows          |

### Riesenslalom
| Datum      | Ort                 | 1. Platz          | 2. Platz        | 3. Platz          |
| ---------- | ------------------- | ----------------- | --------------- | ----------------- |
| 06.01.1967 | Berchtesgaden (FRG) | Georges Mauduit   | Léo Lacroix     | Jean-Claude Killy |
| 09.01.1967 | Adelboden (SUI)     | Jean-Claude Killy | Willy Favre     | Georges Mauduit   |
| 11.03.1967 | Franconia (USA)     | Jean-Claude Killy | Georges Mauduit | Dumeng Giovanoli  |
| 19.03.1967 | Vail (USA)          | Jean-Claude Killy | Jimmy Heuga     | Heinrich Messner  |
| 25.03.1967 | Jackson Hole (USA)  | Jean-Claude Killy | Jimmy Heuga     | Werner Bleiner    |

### Slalom
| Datum      | Ort                        | 1. Platz          | 2. Platz          | 3. Platz         |
| ---------- | -------------------------- | ----------------- | ----------------- | ---------------- |
| 05.01.1967 | Berchtesgaden (FRG)        | Heinrich Messner  | Jules Melquiond   | Dumeng Giovanoli |
| 15.01.1967 | Wengen (SUI)               | Jean-Claude Killy | Heinrich Messner  | Jules Melquiond  |
| 22.01.1967 | Kitzbühel (AUT)            | Jean-Claude Killy | Bengt-Erik Grahn  | Louis Jauffret   |
| 29.01.1967 | Megève (FRA)               | Guy Périllat      | Jean-Claude Killy | Karl Schranz     |
| 05.02.1967 | Madonna di Campiglio (ITA) | Guy Périllat      | Louis Jauffret    | Léo Lacroix      |
| 12.03.1967 | Franconia (USA)            | Jean-Claude Killy | Jimmy Heuga       | Herbert Huber    |
| 26.03.1967 | Jackson Hole (USA)         | Herbert Huber     | Georges Mauduit   | Werner Bleiner   |

## Podestplatzierungen Damen

### Abfahrt
| Datum      | Ort               | 1. Platz                           | 2. Platz         | 3. Platz         |
| ---------- | ----------------- | ---------------------------------- | ---------------- | ---------------- |
| 13.01.1967 | Grindelwald (SUI) | Nancy Greene                       | Isabelle Mir     | Florence Steurer |
| 18.01.1967 | Schruns (AUT)     | Marielle Goitschel                 | Erika Schinegger | Annie Famose     |
| 03.03.1967 | Sestriere (ITA)   | Giustina Demetz Marielle Goitschel |                  | Florence Steurer |
| 10.03.1967 | Franconia (USA)   | Isabelle Mir                       | Erika Schinegger | Annie Famose     |

### Riesenslalom
| Datum      | Ort                           | 1. Platz            | 2. Platz           | 3. Platz           |
| ---------- | ----------------------------- | ------------------- | ------------------ | ------------------ |
| 08.01.1967 | Oberstaufen (FRG)             | Nancy Greene        | Burgl Färbinger    | Fernande Bochatay  |
| 11.01.1967 | Grindelwald (SUI)             | Nancy Greene        | Annie Famose       | Marielle Goitschel |
| 28.01.1967 | Saint-Gervais-les-Bains (FRA) | Erika Schinegger    | Marielle Goitschel | Annie Famose       |
| 11.03.1967 | Franconia (USA)               | Christine Goitschel | Florence Steurer   | Nancy Greene       |
| 19.03.1967 | Vail (USA)                    | Nancy Greene        | Erika Schinegger   | Annie Famose       |
| 24.03.1967 | Jackson Hole (USA)            | Nancy Greene        | Erika Schinegger   | Traudl Hecher      |

### Slalom
| Datum      | Ort                           | 1. Platz           | 2. Platz           | 3. Platz         |
| ---------- | ----------------------------- | ------------------ | ------------------ | ---------------- |
| 07.01.1967 | Oberstaufen (FRG)             | Nancy Greene       | Fernande Bochatay  | Annie Famose     |
| 10.01.1967 | Grindelwald (SUI)             | Annie Famose       | Gina Hathorn       | Isabelle Mir     |
| 19.01.1967 | Schruns (AUT)                 | Marielle Goitschel | Annie Famose       | Nancy Greene     |
| 26.01.1967 | Saint-Gervais-les-Bains (FRA) | Annie Famose       | Marielle Goitschel | Florence Steurer |
| 01.02.1967 | Monte Bondone (ITA)           | Burgl Färbinger    | Annie Famose       | Traudl Hecher    |
| 12.03.1967 | Franconia (USA)               | Marielle Goitschel | Isabelle Mir       | Annie Famose     |
| 26.03.1967 | Jackson Hole (USA)            | Nancy Greene       | Marielle Goitschel | Florence Steurer |

## Nationencup
| Rang | Land                   | Punkte |
| ---- | ---------------------- | ------ |
| 1    | Frankreich             | 1258   |
| 2    | Österreich             | 631    |
| 3    | Kanada                 | 234    |
| 4    | Schweiz                | 220    |
| 5    | Vereinigte Staaten     | 174    |
| 6    | Italien                | 122    |
| 7    | BR Deutschland         | 115    |
| 8    | Schweden               | 32     |
| 9    | Vereinigtes Königreich | 23     |

| Rang | Land               | Punkte |
| ---- | ------------------ | ------ |
| 1    | Frankreich         | 647    |
| 2    | Österreich         | 356    |
| 3    | Schweiz            | 124    |
| 4    | Vereinigte Staaten | 97     |
| 5    | Kanada             | 50     |
| 6    | Italien            | 42     |
| 7    | BR Deutschland     | 38     |
| 8    | Schweden           | 32     |

| Rang | Land                   | Punkte |
| ---- | ---------------------- | ------ |
| 1    | Frankreich             | 611    |
| 2    | Österreich             | 275    |
| 3    | Kanada                 | 184    |
| 4    | Schweiz                | 96     |
| 5    | Italien                | 80     |
| 6    | BR Deutschland         | 77     |
| 6    | Vereinigte Staaten     | 77     |
| 8    | Vereinigtes Königreich | 23     |

## Statistik der Podestplätze

### Damen
| Land | Land | 1. | 2. | 3. |
| ---- | ---- | -- | -- | -- |
| 1    | FRA  | 8  | 9  | 12 |
| 2    | CAN  | 7  | –  | 2  |
| 3    | AUT  | 1  | 4  | 2  |
| 4    | FRG  | 1  | 1  | –  |
| 5    | ITA  | 1  | –  | –  |
| 6    | SUI  | –  | 1  | 1  |
| 7    | GBR  | –  | 1  | –  |

| Land | Land | 1. | 2. | 3. |
| ---- | ---- | -- | -- | -- |
| 1    | FRA  | 3  | 1  | 4  |
| 2    | ITA  | 1  | –  | –  |
| 2    | CAN  | 1  | –  | –  |
| 4    | AUT  | –  | 2  | –  |

| Land | Land | 1. | 2. | 3. |
| ---- | ---- | -- | -- | -- |
| 1    | CAN  | 4  | –  | 1  |
| 2    | FRA  | 1  | 3  | 3  |
| 3    | AUT  | 1  | 2  | 1  |
| 4    | FRG  | –  | 1  | –  |
| 5    | SUI  | –  | –  | 1  |

| Land | Land | 1. | 2. | 3. |
| ---- | ---- | -- | -- | -- |
| 1    | FRA  | 4  | 5  | 5  |
| 2    | CAN  | 2  | –  | 1  |
| 3    | FRG  | 1  | –  | –  |
| 4    | GBR  | –  | 1  | –  |
| 4    | SUI  | –  | 1  | –  |
| 6    | AUT  | –  | –  | 1  |

### Herren
| Land | Land | 1. | 2. | 3. |
| ---- | ---- | -- | -- | -- |
| 1    | FRA  | 15 | 9  | 6  |
| 2    | AUT  | 2  | 1  | 6  |
| 3    | USA  | –  | 3  | 1  |
| 4    | SUI  | –  | 2  | 3  |
| 5    | FRG  | –  | 1  | 1  |
| 6    | SWE  | –  | 1  | –  |

| Land | Land | 1. | 2. | 3. |
| ---- | ---- | -- | -- | -- |
| 1    | FRA  | 5  | 3  | 1  |
| 2    | FRG  | –  | 1  | 1  |
| 2    | SUI  | –  | 1  | 1  |
| 4    | AUT  | –  | –  | 1  |
| 4    | USA  | –  | –  | 1  |

| Land | Land | 1. | 2. | 3. |
| ---- | ---- | -- | -- | -- |
| 1    | FRA  | 5  | 2  | 2  |
| 2    | USA  | –  | 2  | –  |
| 3    | SUI  | –  | 1  | 1  |
| 4    | AUT  | –  | –  | 2  |

| Land | Land | 1. | 2. | 3. |
| ---- | ---- | -- | -- | -- |
| 1    | FRA  | 5  | 4  | 3  |
| 2    | AUT  | 2  | 1  | 3  |
| 3    | SWE  | –  | 1  | –  |
| 4    | USA  | –  | 1  | –  |
| 5    | SUI  | –  | –  | 1  |

Frankreich hatte bei den Herren in jeder Disziplin einen Dreifachsieg, bei den Damen gelang das zweimal im Slalom.

## Saisonverlauf

### Neue FIS-Punktelisten
Die kurz nach der ersten November-Dekade veröffentlichten Listen waren aus einem Mittel der beiden besten Resultate der Saison 1965/66 einschließlich den Weltmeisterschaften und einigen Rennen in Südamerika errechnet worden. Bei Läuferinnen/Läufern, die nur ein einziges Resultat aufzuweisen hatten, wurde eine besondere Zuschlagsbewertung angewendet. Die jeweils Führenden wurden mit Null Punkten ausgewiesen.
Damen:
Abfahrt (21 Rennen):

Rang 1 ex aequo für Christl Haas & Erika Schinegger, Rang 3 Marielle Goitschel, Rang 4 Giustina Demetz; weiters Rang 7 ex aequo Nancy Greene & Madeleine Wuilloud.

Riesenslalom (33 Rennen):

Rang 1 für Marielle Goitschel vor ex aequo Wendy Allen & Nancy Greene; weiters Rang 5 Theres Obrecht, Rang 6 Heidi Zimmermann.

Slalom (38 Rennen):

Rang 1 ex aequo für Marielle Goitschel & Nancy Greene, Rang 3 Annie Famose; weiters Rang 5 Penny McCoy, Rang 6 Traudl Hecher, Rang 7 Fernande Bochatay.
Herren:
Abfahrt (21 Rennen):

Rang 1 für Karl Schranz vor Heini Messner und Gerhard Nenning, Rang 4 Jos Minsch; weiters Rang 6 Léo Lacroix, Rang 7 Jean-Claude Killy, Rang 10 Ivo Mahlknecht, Rang 14 Bill Kidd.

Riesenslalom (43 Rennen):

Rang 1 ex aequo für Jean-Claude Killy & Georges Mauduit & Guy Périllat, Rang 4 Willi Favre, Rang 5 Karl Schranz; weiters Rang 7 Bill Kidd, Rang 12 Felice de Nicolo.

Slalom (46 Rennen):

Rang 1 ex aequo für Jean-Claude Killy & Guy Périllat, Rang 3 Karl Schranz; weiters Rang 8 Carlo Senoner, Rang 10 Ludwig Leitner, Rang 13 Bengt-Erik Grahn, Rang 14 Raimo Manninen, Rang 21 Andreas Sprecher.

### Vorbereitungen
Beim DSV-Team hatte das Ausscheiden des Innsbrucker Olympiadritten in der Abfahrt, Wolfgang Bartels, der sich nach den vor zwei Jahren erlittenen Verletzungen nach einem Autounfall nicht mehr gänzlich erholt hatte (und zudem den elterlichen Gastronomiebetrieb übernahm), merkliche Spuren der Enttäuschung hinterlassen. Zudem musste zum Auftakt in Berchtesgaden auf den verletzten Ludwig Leitner verzichtet werden. Bei den Damen trat das DSV-Team in Oberstaufen nicht in Bestbesetzung an, da einige Läuferinnen an einem (wichtigen) Jugendrennen in Tirol (Gries am Brenner) starteten.
Die Saisonvorbereitungen in Italien, Österreich und der Schweiz waren von Ausscheidungsrennen gekennzeichnet. Auch bei den Franzosen hieß es laut deren Cheftrainer Honore Bonnet, dass sich nun „jeder seinen Platz in der Nationalmannschaft neu erkämpfen müsse“, was so viel bedeutete, dass das Herrenteam zwar nicht von Grund auf geändert werde, doch gelte es, die leistungsmäßig besten Kräfte in den Vordergrund zu schieben. Bei den Damen stellten Marielle Goitschel und Annie Famose sogar unter den Teamkolleginnen eine Art Sonderklasse dar. Fraglich war für die gesamte Equipe, ob die durch Portillo gewonnene absolute Spitzenstellung zu einer Belastung werden könne.
Bei den „Azzuris“ waren Ivo Mahlknecht und Slalomweltmeister Carlo Senoner Fixstarter.
Dumeng Giovanoli erwies sich beim „SSV“ bei den Qualifikationen als der „große Mann“ und es hatten sich allgemein die Mitglieder der Nationalmannschaft gegenüber dem aufkommenden Nachwuchs behaupten können. Etwas Sorgen gab es bei den Damen, sodass davon ausgegangen wurde, dass sich der schweizerische alpine Skisport sich fürs Erste vornehmlich auf die Herren verlassen müsse. Hinsichtlich der verwendeten Skimarken entschlossen sich, einer anscheinenden Erfolgstradition folgend, zwei zur Abfahrts- und Riesenslalom-Weltklasse zählende Läufer auf „Blizzard“-Skier umzusteigen.
Einen leichten Meinungsumschwung vollzog Franz Hoppichler bei den Österreichern, der die Parole ausgab, „für den kommenden Winter die Vorherrschaft in der Herrenabfahrt zu erhalten“. Die gegebene Situation stellte sich derart dar, dass den Routiniers (wobei sich Heini Messner in den Trainings am Hervorragendsten präsentiert hatte) durch die „jüngere Garde“ noch keine unmittelbare Gefahr drohte. Unterschiedlich und eher kritisch wurde die Lage im Damenbereich betrachtet, weil es Verletzungen (Christl Haas) und Formtiefs bzw. -schwankungen (Traudl Hecher, Brigitte Seiwald) gab.

### Die ersten Weltcuprennen
Die erste Ausgabe des von Serge Lang konzipierten Weltcups war eine von der französischen Sportzeitung L’Équipe organisierte Veranstaltung und noch nicht Sache der FIS. Um auf die Besonderheit dieses neuen Formats hinzuweisen, wurde das erste Rennen, der Herrenslalom von Berchtesgaden am 5. Januar 1967, sogar in Tausendstelsekunden gemessen. Dabei gewann Heinrich Messner in 97.259 s vor Jules Melquiond in 97.317 s. Jedoch wurden später die Zeitangaben dieses Slaloms nurmehr in Hundertstelsekunden angeführt. Überhaupt beschränkte sich das Reglement ab dem zweiten Rennen hinsichtlich Zeitmessung auf Hundertstelsekunden. Tatsächlich wurden weiterhin Tausendstelsekunden angezeigt, aber der Öffentlichkeit nicht bekanntgegeben und die Datenträger nach kurzer Zeit gelöscht. Kurzfristig war die von Sepp Blatter bediente Zeitnahme ausgefallen. Mit Startnummer 1 eröffnete der amtierende Weltmeister Carlo Senoner das erste Weltcuprennen der Geschichte und belegte dabei Platz 5. Von den gemeldeten 82 Konkurrenten aus 16 Ländern gingen 76 an den Start. Es herrschte sonniges, aber kaltes Wetter, die Schnee- und Pistenverhältnisse waren hervorragend. Kurssetzer waren Matthias Wanger (Deutschland) und René Sulpice (Frankreich).
Im ersten Damen-Weltcuprennen, dem Slalom von Oberstaufen am 7. Januar 1967, führte nach dem ersten Lauf die Schweizerin Fernande Bochatay, doch Nancy Greene schob sich mit Laufbestzeit noch auf den ersten Platz. Mit Spannung war das Antreten von Marielle Goitschel erwartet worden, die durch eine Achillessehnenverletzung längere Zeit inaktiv gewesen war: Sie wirkte auch recht stark, fädelte aber 30 m vor dem Ziel ein.
Die erste Fernseh-Direktübertragung des ORF gab es am 10. Januar 1967 ab 10.25 h vom 1. Durchgang des Damenslaloms in Grindelwald.

### Ereignisse
Entgegen den vorgesehenen und fast vollständig eingehaltenen Gepflogenheiten bestand der am 6. Januar gefahrene Herrenriesenslalom nur aus einem Durchgang, wobei es gleich das erste komplette Podium für Frankreich gab (dazu auch noch die Ränge 5 und 6). Auch der Riesenslalom am 19. März in Vail bestand nur aus einem Lauf. Die neue Form mit zwei Durchgängen war auch vor allem in den Printmedien gewöhnungsbedürftig, denn die Klassements wurden mit Überschriften wie „Erstes Rennen“, „Zweites Rennen“ und „Gesamt-Klassement“ versehen. Angesichts der Tatsache, dass die Läufe an zwei Tagen stattfanden (damit auch vom ersten Lauf ein größerer Bericht zu lesen war), ist diese Wortwahl eher verständlich. Die Damen-Riesenslaloms wurden grundsätzlich (bis einschließlich der Saison 1976/77) in nur einem Lauf ausgetragen, jener von Saint-Gervais-les-Bains aber in zwei Durchgängen an zwei Tagen. Es gab dort auch eine Kombinationswertung, die von Goitschel, Famose und Steurer gewonnen wurde.
Bei der Herrenabfahrt in Kitzbühel verbesserten neun Läufer den von Karl Schranz am 22. Januar 1966 aufgestellten Streckenrekord (2:16,63; damals hatte der Arlberger eine Verbesserung um 4,03 s realisiert,) während der Zehntplatzierte Léo Lacroix ihn egalisierte. Schranz hatte mit Startnummer 1 die Rekordjagd in 2:16,29 begonnen (er belegte Platz 8). Jean-Claude Killy mit Nummer 6 pulverisierte die bisherige Marke in 2:11,82. Bereits in der „Nonstop-Abfahrt“ am Tag zuvor hatte sich die Rekordverbesserung angekündigt.
In Franconia lobten die Berichterstatter, dass ausführliche Informationen zu allen Läufern ihre Arbeit erleichterten. Ebenso waren mehrere Farbfernsehgeräte aufgestellt und Stürze wurden in Zeitlupenrückblende gezeigt. Beim Herrenriesenslalom am 11. Februar wurde vorerst Herbert Huber als Sieger gefeiert, dann aber auf Rang 9 zurückversetzt. Ein Computer hatte seine Zeit mit 1:34,66 statt mit 1:39,33 angegeben, der tatsächliche Sieger Killy kam auf 1:35,63. Es gab einen französischen Protest, weil niemand glauben konnte, dass Huber um 0,97 schneller gewesen sein sollte als Killy.

### Absagen
In Saint-Gervais wurde wegen der Regenfälle die für 28. Januar vorgesehene Damenabfahrt abgesagt, somit gab es sowohl am 27. als auch 28. Januar einen Riesenslalom (diese beiden Läufe wurde – wie im Artikel „Erwähnenswert“ beschrieben – als einer gewertet).

### Überlegenheit Frankreichs
Das französische Team setzte seine großartige Form von den Weltmeisterschaften 1966 fort und zeigte sich breit aufgestellt. Von 34 möglichen Siegen erzielten die Herren 15 und die Damen 7. Nur der Kanadierin Nancy Greene gelang es, mit acht Siegen dagegenzuhalten und sich knapp den Gesamtweltcupsieg zu holen. Was die Podestplätze anbelangt, holte sich Frankreich 30 bei den Herren und 29 bei den Damen (von jeweils 51 möglichen). Im Rennen um Platz 2 führte Kanada dank Nancy Greene bei den Damen sogar mit 9 zu 7 gegenüber Österreich, während sich dieses bei den Herren den zweiten Platz mit 9 Platzierungen vor der Schweiz (5) sicherte.
Mit zwölf Saisonsiegen (davon alle fünf Abfahrten) war der Doppelweltmeister von Portillo, Jean-Claude Killy, der überragende Läufer, wodurch sich trotz Streichresultaten auch sein Rekordvorsprung erklärt, weil er damit der Konkurrenz wenig Spielraum zur Anhäufung von Punkten gab. Heinrich Messner als Zweiter hatte 10 Punkte in der Abfahrt und je 7 im Riesenslalom und Slalom. Killy verzeichnete im Slalom zwei Ausfälle bzw. keine Platzierung in den Punkterängen, wurde einmal Zweiter und einmal Dritter, im Riesenslalom war ein dritter Platz sein schlechtestes Resultat. Messner war in der Abfahrt je einmal Dritter, Sechster und Siebter sowie zweimal Fünfter. Im Riesenslalom wurde er je einmal Dritter, Vierter, Sechster, Siebter und Achter und im Slalom (nebst seinem Auftaktsieg) je einmal Zweiter, Siebter und Achter und hatte auch zwei Ausfälle. Selbst wenn Messner auch die vier übrigen (von Killy nicht gewonnenen) Rennen gewonnen und ansonsten jeweils Platz zwei belegt hätte, wären nur 205 Punkte für ihn verblieben. Bei den Damen verzeichneten sowohl Nancy Greene als auch Marielle Goitschel keine Streichpunkte in der Abfahrt, im Riesenslalom gab es ein Verhältnis von 40 zu 18, im Slalom war nur Goitschel (31) betroffen.
Erst durch den Sieg im abschließenden Rennen (Slalom in Jackson Hole am 26. März) holte sich Greene den Gesamtweltcup vor Marielle Goitschel, die in diesem Rennen mit 0,07 Rückstand Zweite wurde. Somit hatte Greene 176 Punkte, Goitschel 169,5. Es wurden damals auch halbe Punkte vergeben, weil es sogenannte «Weltcup-B»-Rennen gab, bei denen es im Verhältnis zum «Weltcup-A» halbierte Punkte gab. In späteren Statistiken werden die halben Punkte nicht mehr ausgewiesen. Außerdem wird in den neueren Statistiken Goitschel mit 172 Punkten geführt, obwohl das Punktekonto damals von den einschlägigen Zeitungen mit 169,5 genannt wurde.

### Rücktritt
Zum Saisonende trat die zweifache Bronzemedaillengewinnerin in der Olympiaabfahrt Traudl Hecher zurück, der mit jeweils Rang 3 (Slalom von Monte Bondone/1. Februar und Riesenslalom von Jackson Hole/24. März) zwei Podestplätze gelungen waren.

## Rennen außerhalb des Weltcups
Die Saison war von mehreren Bewerben unterbrochen, die nicht zum Weltcup zählten.
- Sie begann eigentlich schon am 14. Dezember 1966 mit dem traditionellen Kriterium des ersten Schnees Val-d’Isère, wo allerdings die Eliteläufer aus Österreich, Italien und den USA fehlten. Killy gewann den Riesenslalom[26], einen Tag später Steurer den Damenslalom[27]. Am 16. Dezember folgte Grahn im Herrenslalom[28] und letztlich Famose am 17. Dezember im Riesenslalom.[29] Am 18. Dezember gab es auch noch die Abfahrt im «Coupe Henri Oreiller» mit einem achtfachen französischen Sieg, allerdings waren wegen der schlechten äußeren Bedingungen die deutschen und Schweizer Läufer frühzeitig abgereist.[30] Der Großteil des österreichischen Teams, das sich aus Läufern aus Tirol und Vorarlberg zusammensetzte, nahm an den jeweiligen Bundeslandmeisterschaften teil.[31]
- In Monte Bondone gab es nicht nur den von Färbinger gewonnenen Slalom, sondern an den folgenden beiden Tagen sowohl eine Abfahrt (Sieg Schinegger vor Haas und Färbinger[32]) als auch einen Riesenslalom (erneuter Färbinger-Sieg, diesmal vor Famose, Haas und Schinegger[33])
- Noch vor dem Slalom in Madonna di Campiglio gab es zwei Rennen, bei denen Killy nicht teilnahm, u. zw. am 3. Februar eine Abfahrt (Sieg Messner)[33] und am 4. Februar einen Riesenslalom (Sieg Périllat).[34]
- Vom 7. bis 12. Februar fand der «Alpencup» in Bad Gastein statt, bei dem Killy und Schranz fehlten.[35] Die Siege gingen an Herbert Huber am 7. Februar[36] sowie Marielle Goitschel am 8. Februar[37] in den Slaloms sowie nochmals an Goitschel am 9. Februar[38] und an Georges Mauduit am 11. Februar[39] in den Riesenslaloms. Sowohl die Damen- als auch die Herrenabfahrt wurden am 12. Februar gefahren, wobei Isabelle Mir bzw. Gerhard Nenning gewannen und die Kombinationswertung an Famose bzw. Mauduit ging. In der Mannschaftswertung konnte Frankreich noch Österreich überholen.[40]
- In Chamrousse wurden am darauf folgenden Wochenende alpine Skirennen als vorolympische Bewerbe ausgetragen, bei denen jedoch mehreres schlecht organisiert war. So reisten wegen nicht entsprechender Quartiere die Teams aus der Schweiz, aus Deutschland und Österreich vorzeitig ab.[41] Die Italienerinnen Giustina Demetz und Glorianda Cipolla waren am 19. Februar (Tag des Abfahrtslaufes) vom Bus, der sie zur Piste bringen sollte, wegen Überfüllung nicht mitgenommen worden (Touristen waren bevorzugt worden). Nach der verschobenen Herrenabfahrt war am 17. Februar der Damenslalom der erste Bewerb, bei dem nur acht Läuferinnen ins Klassement kamen[42], am 18. Februar wurde der Herrenslalom mit Sieg von Håkon Mjøen gefahren[43], beide Abfahren gab es am 19. Februar mit Siegen von Killy bzw. Mir.[44]
- Das darauf folgende Wochenende war von den nationalen Meisterschaften gekennzeichnet (die Österreicher fuhren in Schruns, die Franzosen in Chamonix).
- Erstmals standen die Kandahar-Rennen (diesmal in Sestriere) am Weltcup-Programm, bei denen aber die Slaloms wegen der abweichenden Austragungsformats nicht zum Weltcup zählten und von Florence Steurer[45] bzw. Heinrich Messner[46] gewonnen wurden.
- Vor den Weltcuprennen in Vail fand ab 16. März ein «Fünfländerkampf» (USA, Kanada, Frankreich, Schweiz, Österreich) statt, wobei im Slalom Killy vor James Heuga und Dumeng Giovanoli bzw. Marielle Goitschel vor Famose und Schinegger siegten. Am nächsten Tag im Riesenslalom war wieder Killy erfolgreich, diesmal vor Périllat und Rick Chaffee. Bei den Damen setzte sich Greene vor Ingeborg Jochum und Suzy Chaffee durch.[47] In der Abfahrt am dritten Tag war es nochmals Killy (vor Nenning und Hans Peter Rohr). Für Österreichs einzigen Sieg sorgte Schinegger (vor Greene und Isabelle Mir), wodurch die Gesamtwertung mit 228 Punkten an die französische Mannschaft vor Österreich (221), USA (136) und die Schweiz (117) ging.[48]
- Anzumerken sind auch die diversen „alpinen Kombinationen“, die lediglich „Papierrennen“ waren. Am Auffallendsten war hierbei, dass Killy erst der vierte Konkurrent in der nunmehr 37. Auflage der Lauberhornrennen war, der die dortige Wertung mit Idealnote 0 (Null) gewann. Davor hatte es zwei vor dem Zweiten Weltkrieg – und dann noch 1953 Anderl Molterer gegeben.